# Михалкен

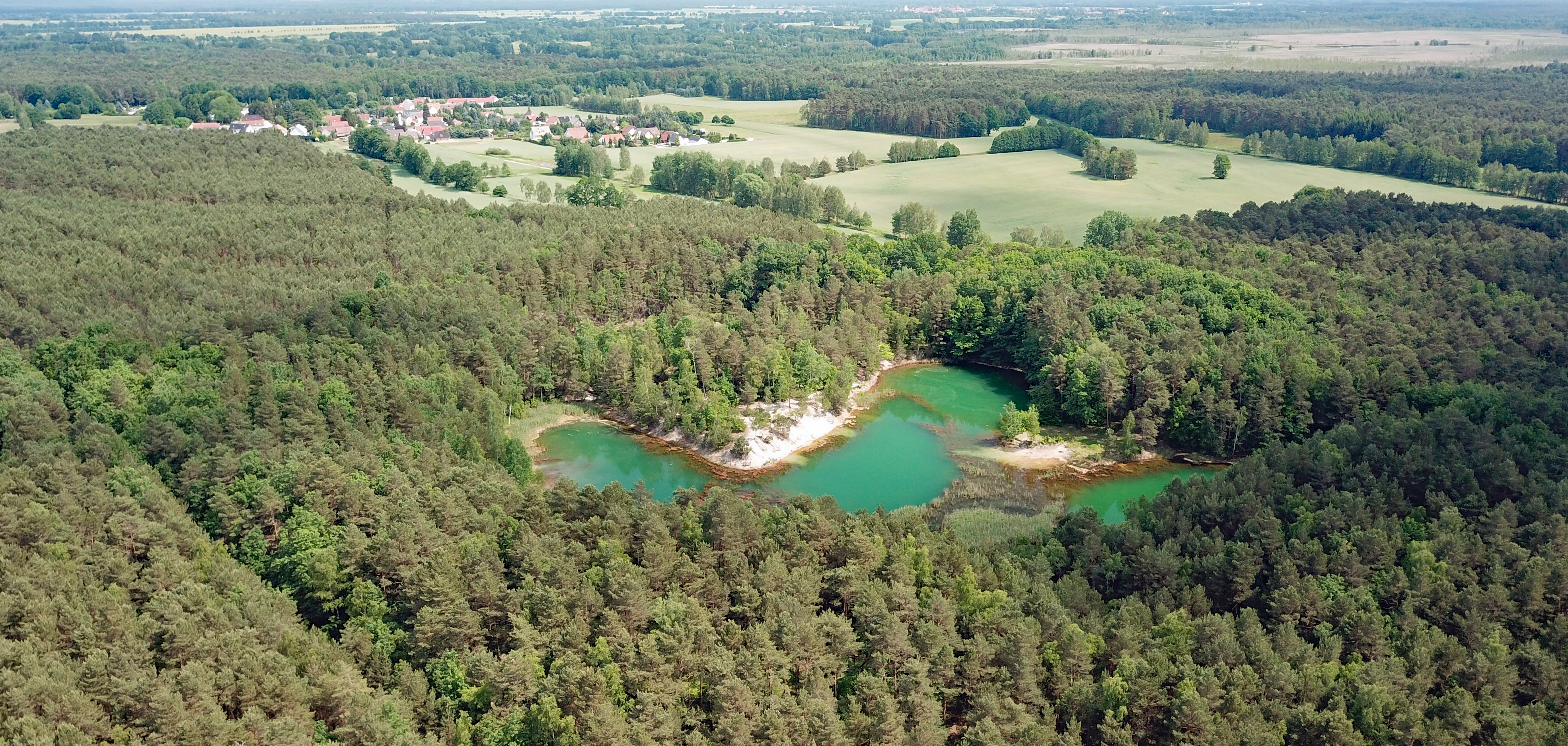
Михалкен и озеро Грюнер-Зе

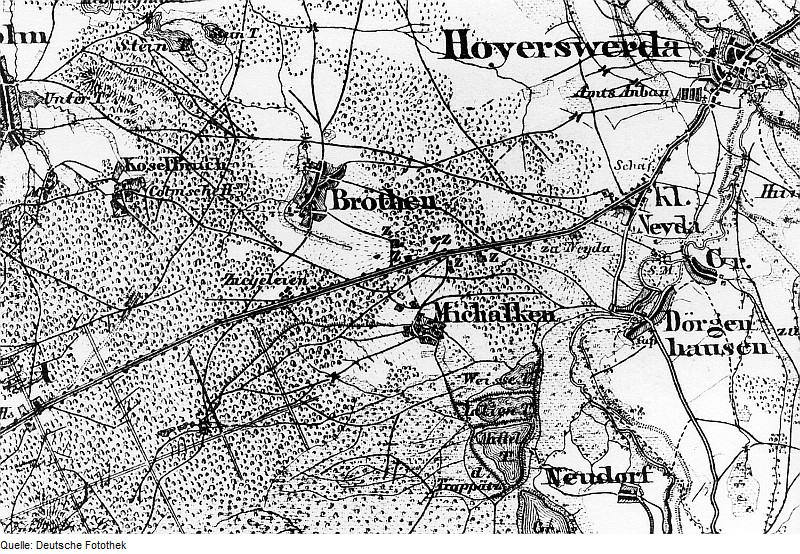
Фрагмент карты Пруссии, 1862 год

Ми́халкен или Ми́халки (нем. Michalken; в.-луж. Michałki) — один из двух сельских населённых пунктов района Брётен-Михалкен Хойерсверды, район Баутцен, федеральная земля Саксония, Германия.

## География
Населённый пункт находится в Лужицком озёрном крае на юго-западе от Хойерсверды. На юге от деревни начинается обширный лесной массив, простирающийся до Дубринга (Дубренк, в городских границах Виттихенау), часть которого занимает биосферный заповедник «Дубрингер-Мор». На севере от деревни проходит автомобильная дорога B97.
Соседние населённые пункты: на северо-востоке — Хойерсверда, на востоке — деревня Дёргенхаузен (Немцы, в городских границах Хойерсверды), на северо-западе — деревня Брётен (Бретня, район Брётен-Михалкен Хойерсверды).

## История
Впервые упоминается в 1568 году под наименованием «Michalken». После Венского конгресса деревня перешла в 1815 году в состав Прусского королевства, где до июля 1945 года находилась в административном округе Лигниц. В 1950 году была образована коммуна Брётен-Михалкен района Хойерсверда, которая 1 июля 1993 года была включена в границы Хойерсверды в статусе городского района.
В настоящее время деревня входит в состав культурно-территориальной автономии «Лужицкая поселенческая область», на территории которой действуют законодательные акты земель Саксонии и Бранденбурга, содействующие сохранению лужицких языков и культуры лужичан.
Исторические немецкие наименования
- Michalken, 1568
- Michalsky, 1590
- Michalcken, 1635
- Michalgke, 1658
- Michalken, 1768

## Население
Официальным языком в населённом пункте, помимо немецкого, является также верхнелужицкий язык.
Согласно статистическому сочинению «Dodawki k statisticy a etnografiji łužickich Serbow» Арношта Муки в 1884 году в деревне проживало 99 жителей (все без исключения лужичане).
| 1777 | 1825 | 1871 | 1885 | 1905 | 1925 | 1939 | 1946 |
| ---- | ---- | ---- | ---- | ---- | ---- | ---- | ---- |
| 12   | 76   | 96   | 114  | 146  | 227  | 262  | 258  |